# Jayna Woods
Jayna Woods, född 28 november 1981 i Simi Valley i Kalifornien i USA, är en amerikansk skådespelare i pornografisk film, som medverkat i pornografiska filmer sedan 2003.